# Чепинци (област Смолян)
 Тази статия е за селото в област Смолян.  За селото в област София вижте Чепинци (област София).  
Чепинци е село в Южна България. То се намира в община Рудозем, област Смолян. 

## География
Село Чепинци се намира в планински район. Разположено е в Средните Родопи, по протежение на река Чепинска (Чангърдерска), която е приток на река Арда. Средната надморска височина е около 850 метра, със силно пресечен планински релеф и среднопланински климат, характеризиращ се с по-хладно лято и мека зима. Чепинци е най-голямото село в община Рудозем и четвъртото по големина в област Смолян. Землището на селото граничи с общините Мадан и Златоград, както и с Република Гърция. То се намира на международния път Смолян-Рудозем-Чепинци-ГКПП Рудозем-Ксанти, минаващ през граничния Беломорски проход.

## История
Първоначалното си име Чангърдере (Звънчевата долина или Долината на чановете), впоследствие преименувано на Чепинци, населеното място носи от съществуващия в миналото, преди затварянето на границата с Гърция, поток от стада, непрекъснато огласяващи селото със звъна на чановете си. В късна есен те пътували към по-топла Гърция, а през лятото към по-хладните родопски пасища.
В исторически план са съществували тракийска крепост в местността Селище до връх Янева чука, антично селище в местността Вълчен камен, от който период са и намерените старинни съдове в местността Могилата. Реалните, носени от уста на уста, исторически данни за населването на днешните територии на Чепинци датират от преди повече от 600 години със заселването на овчари (преселници от Даръдеренско) в махала Колибките.
В османски поименен регистър от 1841 година се посочва, че от Чепинци (Чангър дере) са постъпили в армията 7 войници, което е косвено доказателство, че по това време в селото са живели помаци. Към 1912 – 1913 година броят на помаците, живеещи в Чепинци (Чангър дере) е 180.

## Религии
В селото функционират една джамия и пет месджида. Религията изповядвана в селото е ислям – сунитско направление. В Чепинци се намира една от малкото джамии с две минарета в България. В нея има отредено специално място за библиотека (в която се съхранява най-богатата колекция от текстове на арабски и персийски език в България след тази на Института по Балканистика и Ориенталистика към Българската академия на науките). Сред книгите се намира и така нареченият „Златен Коран“ – уникат от XIV век, в който с позлатени букви са изписани имената на Всевишния Аллах.

## Обществени институции
Образователните и културни институции са представени от:
- ЦДГ „Елица“;
- СОУ „Христо Ботев“ – създадено през 1927 година, преместило се в настоящата сграда през 1965 година;
- Читалище „Нов живот“ – създадено през 1948 година. През 2001 година пожар унищожава около 90% от сградния фонд, както и голяма част от имуществото на читалището. През 2005 година то е напълно възстановено и функциониращо.

## Културни и природни забележителности
Символи на Чепинци са чешмата-паметник „Гълъб“ – символ на мира и джамията на селото. Архитектурният облик и множество други творчески решения са дело на местни строители след обществени консултации и възприемане от мнозинството. Джамията е с капацитет над 1000 души. Застроената площ е 600 м2. Решението за строителство на нова джамия е взето на 2 март 1990 година. Построяването на джамията е предшествано от разрушаването на старата джамия, издигната с помощта на заможен благодетел от село Киреччилер (южно от град Ксанти, днешна Гърция). Новата сграда е построена върху площта, където до 1944 година се намирало селското медресе. Твърде интересна особеност в архитектурата на новата джамия е промяната в традиционната функция на малките куполи, като вместо над преддверието, те са разположени над галерията в голямата Т-образна молитвена зала. Освободеното място над откритото преддверие е оформено като тераса с изглед към центъра на селото. Друга особеност са самото строителство на двойката минарета – те са вградени и израстват от корпуса на постройката, вместо както е обичайно да бъдат долепени до нея.
В джамията на Чепинци съществува библиотека с над 800 печатни издания на арабски и персийски език. Съхраняват се и 350 тома ръкописна литература – арабска калиграфия с поезия, история, етика и музика.

## Редовни събития
Ежегодно (обикновено в последната седмица на месец юли) в Чепинци се прави общоселски курбан. Празникът е съпроводен с религиозна програма (четене на Коран-и-Керим, четене на Мевлюд-и-Шериф, ислямски лекции, беседи и др.)и се посещава от хиляди жители на област Смолян. През последните две години на тържествата присъстват и значителен брой гости от съседните гръцки села Демерджик, Алмалъ, Мемково, Шехин, Терме и др. През 2008 г. официални гости бяха районните мюфтии на Смолян и Ксанти.

## Международна дейност
Наред с добрите контакти, които Чепинци поддържа със съседните населени места в Република Гърция на 26 август 2008 г. Чепинци се побратими с община Караачлъ, Република Турция. Общината се намира в област Маниса, като церемонията се проведе в присъствието на валията на Маниса и областния управител на Смолян, с което се отвори нова страница в развитието на населеното място.
Особено важен показател за развитието на селото е фактът, че на 18 септември 2008 г. то бе удостоено със званието „Уникално европейско селище“ и бе наградено с престижния „Златен печат“ от официално представителство на Европейския форум на експертите.